# Meșterii făurari
Meșterii făurari este un film românesc din 1977 regizat de George Sibianu.